# Lautsprecherkorb

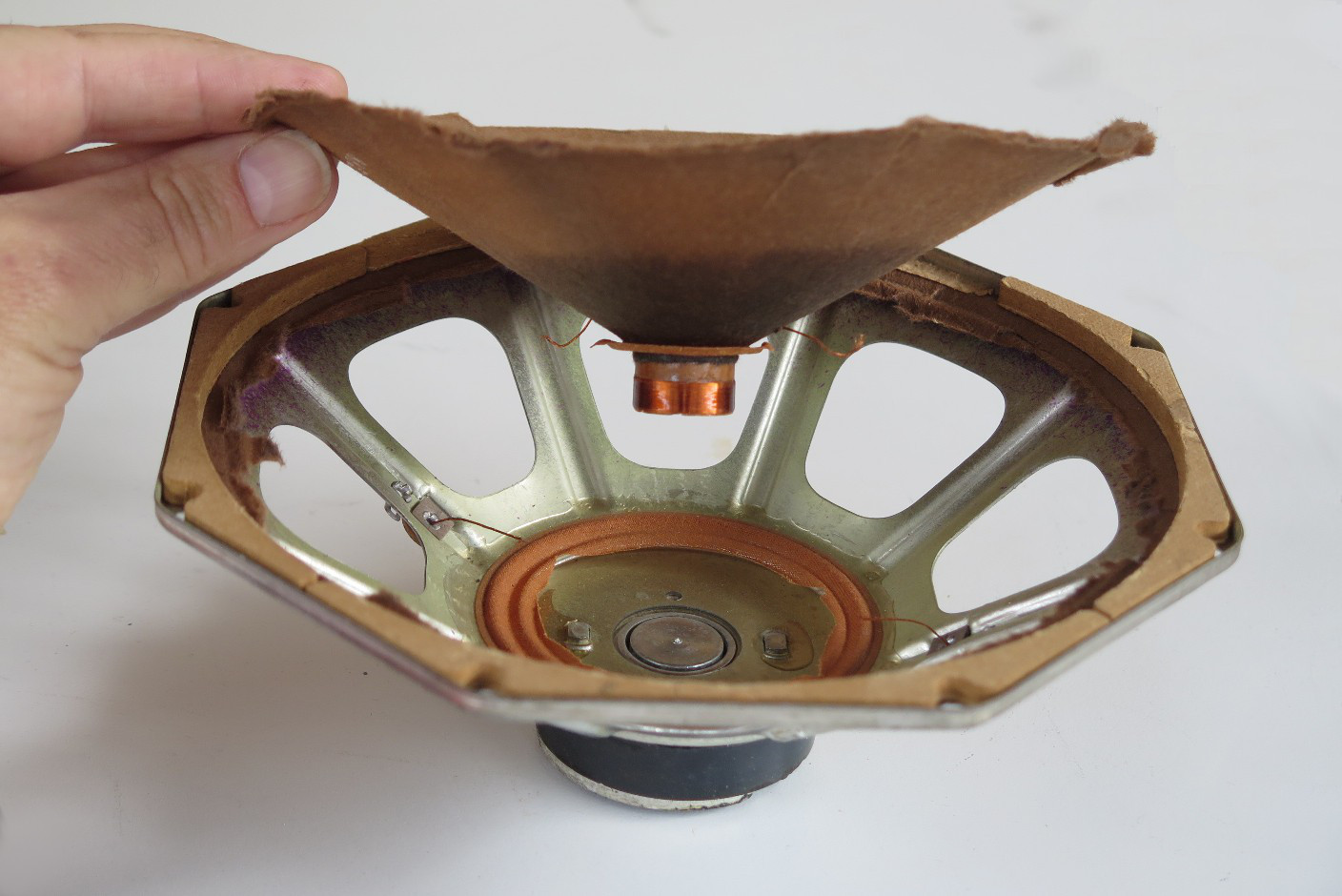
Lautsprecherkorb mit entfernter Membran

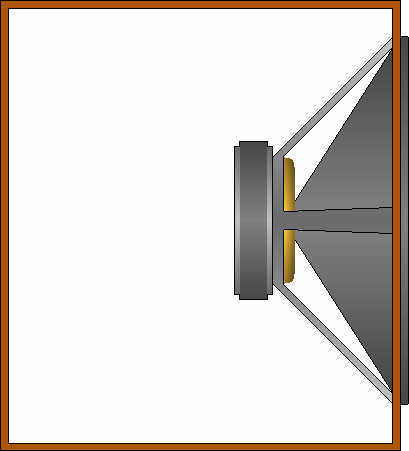
Schematische Darstellung – geschlossenes Gehäuse

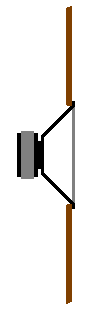
Offene Schallwand

Lautsprecherkorb nennt man das korbähnliche Objekt in einem dynamischen Lautsprecher. Es ist ein Verbindungselement zwischen dem Antrieb und der Membran.
Der Korbrand ist zum einen eine Kontaktfläche  mit einem Lautsprechergehäuse oder einer offenen Schallwand (zum Beispiel der Heckablage im Auto) und zum anderen die Kontaktfläche für die Sicke, die Membran und Lautsprecherkorb miteinander verbindet.
Die meisten Lautsprecherkörbe sind aus Stahlblech gefertigt.  Körbe aus Aluminium-Druckguss gelten als verwindungssteifer.
Zu breite Stege behindern die Membranbewegung, weil die Luft dort nicht frei zirkulieren kann.